# Вірмено-японські відносини
Двосторонні відносини між Вірменією та Японією офіційно встановлені 7 вересня 1992.
Президент Вірменії Роберт Кочарян здійснив офіційний візит до Японії у грудні 2001, де провів зустрічі з імператором та прем'єр-міністром Японії. Він оголосив, що країна планує якнайшвидше відкрити посольство в Токіо.

## Історія
Відносини між Вірменією та Японією офіційно встановлені 7 вересня 1992. До цього відносини здійснювалися через Радянський Союз.
Спочатку Вірменія була представлена у посольстві Японії у Пекіні, а Японія – у посольстві Вірменії у Москві. Посольство Вірменії в Токіо відкрито 13 липня 2010, а посольство Японії в Єревані збудовано 1 січня 2015. Спочатку Вірменія не мала посла в Японії, першим послом у травні 2012 став Грант Погосян.
29 червня 2017 віце-міністр закордонних справ Японії Мотоме Такісава оголосив, що з 1 вересня 2017 візові вимоги для громадян Вірменії будуть спрощені, а 31 серпня 2017 Вірменія скасувала візовий режим для громадян Японії.